# Griffith 200
Der Griffith 200 ist ein zweisitziger Sportwagen, den Grantura Engineering in Großbritannien zusammen mit Griffith Motors in den USA herstellte. Das auf dem TVR Grantura basierende Modell entstand als Reaktion auf den Erfolg des ähnlich konzipierten Sportwagens AC Cobra, mit dem es auf dem nordamerikanischen Markt konkurrieren sollte. Eine für den britischen Markt bestimmte Version wurde als TVR Griffith 200 verkauft.

## Entstehungsgeschichte
Die Entwicklung des Griffith 200 geht auf die US-amerikanischen Autohändler Jack Griffith und Dick Monnich zurück. Monnich war seit 1961 der Nordamerika-Importeur der britischen TVR-Grantura-Coupés, die ab 1959 in Blackpool zunächst von TVR Cars und – nach dessen Insolvenz – ab 1962 von Grantura Engineering produziert wurden. Die kleinen Sportwagen hatten einen Gitterrahmen und eine knappe Kunststoffkarosserie und waren dem Kundenwunsch entsprechend wahlweise mit Vierzylindermotoren von BMC, Coventry Climax oder Ford of Britain ausgestattet. In dieser Form traten sie in einer ähnlichen Marktnische an wie der AC Ace, der werksseitig unter anderem mit Motoren von Bristol ausgeliefert wurde. Seit 1962 stattete Carroll Shelby in den USA den AC Ace mit 4,7 Liter großen Achtzylindermotoren von Ford USA aus und verkaufte die umgerüsteten Autos als AC Cobra. Unter dem Eindruck des Erfolgs, den der Cobra in den USA hatte, übertrug Jack Griffith dessen Konzept 1963 auf den TVR Grantura. Ziel des Projekts war es, einen Konkurrenten des Cobra zu schaffen.
Zunächst entstanden in den USA drei Prototypen. Der erste nutzte den Ford-Achtzylindermotor aus dem AC Cobra des Rennfahrers Mark Donohue. Dabei zeigte sich der Bedarf an einigen Änderungen am Chassis und am Fahrwerk. Für die Serienmodelle wurde die Produktion aufgeteilt: Grantura Engineering in Blackpool komplettierte die Fahrzeuge einschließlich Chassis, Fahrwerk und Karosserie, jedoch ohne Motor und Getriebe. In dieser Form wurden die Autos in die USA verschifft. Dort baute Griffith Motors in Long Island (New York) Motoren und die Getriebe ein. Jack Griffith vermarktete den Griffith 200 in den USA eigenständig ohne Beteiligung des offiziellen TVR-Vertreters Dick Monnich. 1964 wurde der Griffith 200 auf dem amerikanischen Markt durch den Griffith 400 ersetzt, der auf dem stilistisch veränderten Grantura 1800 S bzw. Grantura Mark IV basierte. Der 400 unterscheidet sich von dem 200 vor allem durch das sogenannte Manx-Heck (nach der schwanzlosen Katzenrasse).
Vom nordamerikanischen Griffith 200 sind die Fahrzeuge für den britischen Markt zu unterscheiden. Sie wurden komplett im Grantura-Werk in Blackpool aufgebaut, erhielten dort also auch die Motoren. Technisch stimmten sie nahezu vollständig mit den US-Versionen von Jack Griffith überein. Allerdings wurden sie in Großbritannien als TVR Griffith 200 vermarktet. Das gilt auch für den Nachfolger mit dem Manx-Heck.

## Modellbeschreibung
Der Griffith 200 basiert auf dem 1962 eingeführten TVR Grantura Mark III. Die bei Grantura Plastics gefertigte Kunststoffkarosserie ist vollständig identisch; anders ist lediglich die Motorhaube mit einer großen Ausbuchtung in der Mitte, die wegen des hoch bauenden Achtzylindermotors notwendig wurde. In technischer Hinsicht entspricht der Griffith ebenfalls weitgehend dem Grantura Mark III. Allerdings wurden Chassis und Aufhängung in Details verändert und an den größeren Motor angepasst. Ungeachtet dessen war der Wagen unausgewogen. Der schwere Motor harmonierte nicht mit dem auf viel kleinere und leichtere Vierzylindermotoren ausgelegten Chassis, und die Gewichtsverteilung war problematisch.

### Chassis und Fahrwerk
Der Griffith 200 hat einen Rohrrahmen, den John Thurner 1962 für den Grantura Mark III konstruiert hatte. Er folgt im Layout grundsätzlich dem von Trevor Wilkinson entworfenen Chassis der Grantura Mark I und II, ist aber um 4 cm länger und breiter. Für den Griffith 200 wurden die Aufnahmepunkte für den Motor verändert, außerdem wurde der Abstand zwischen den oberen Chassisrohren vergrößert. Die vordere Radaufhängung, für die TVR – erstmals beim Grantura Mark III – Teile des Triumph Herald verwendete, blieb unverändert, die Hinterradaufhängung verstärkte Griffith Motors aber in zahlreichen Details.
Die Bremsen wurden unverändert vom Grantura Mark III übernommen. Vorne kamen Scheiben-, hinten Trommelbremsen von Triumph zum Einsatz. Sie waren der hohen Motorleistung nicht angemessen und verschlissen schnell. Einige Exemplare erhielten rundum Scheibenbremsen.

### Motor und Antriebstechnik

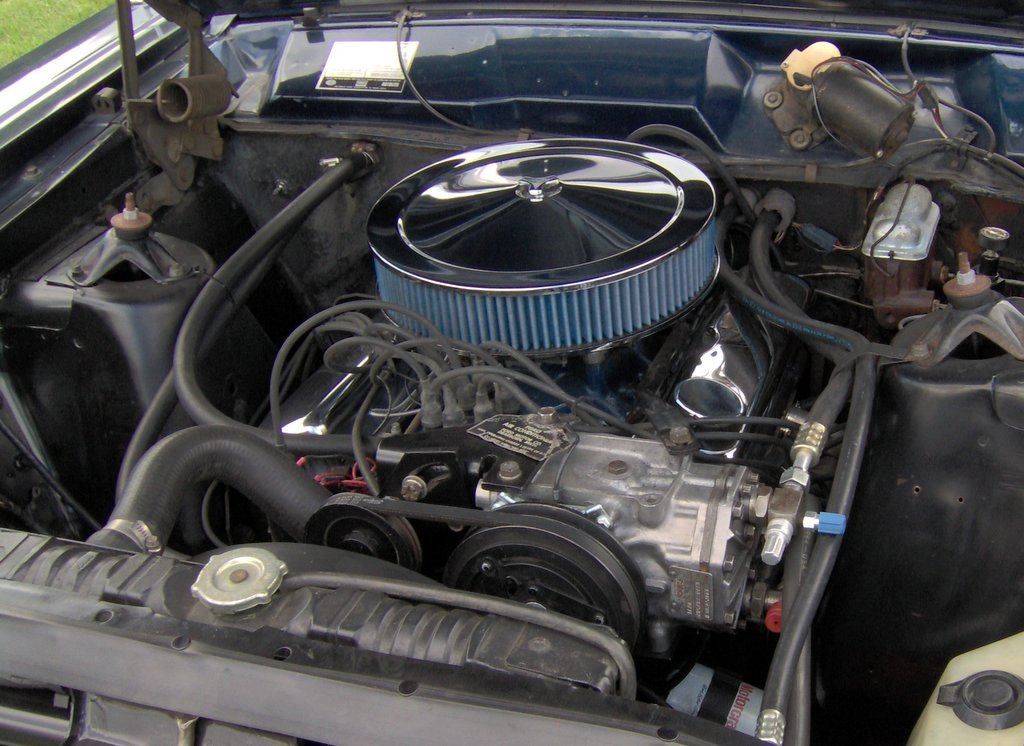
Ford Windsor 289 HiPo

Als Antrieb installierte Griffith Motors einen Achtzylindermotor der Baureihe Ford Windsor 289 mit 4727 cm³ (289 Kubikzoll) Hubraum. Den gleichen Motortyp baute Carroll Shelby in den AC Cobra 289 ein. Griffith Motors verwendete die 289er Small-Block-Motoren in werksmäßiger Konfiguration. Ein individuelles Tuning erfolgte nicht, allerdings veränderten zahlreiche Kunden ihre Motoren nachträglich. In Übereinstimmung mit dem Ford-Werksprogramm waren im Griffith 200 zwei Leistungsstufen erhältlich:
- Die Basisversion leistete 195 bhp bei 4.400 Umdrehungen pro Minute,
- die leistungsgesteigerte, HiPo (für High Power) genannte Version kam durch höhere Verdichtung, einen geänderten Luftfilter[13] und einen Vierfach-Fallstromvergaser von Holley[5] auf 271 bhp bei 6.500 Umdrehungen pro Minute.

Durch individuelles Tuning brachten einige Kunden ihre Motoren auf bis zu 450 bhp.
Beide werksseitig angebotenen Motorvarianten waren mit einem handgeschalteten Vierganggetriebe von Ford USA gekoppelt, das im Falle des HiPo enger abgestuft war als in der Basisversion. Dadurch unterschieden sie sich vom regulären Grantura Mark III, der üblicherweise Getriebe von BMC verwendete.
Nahezu alle Griffith 200 waren – ebenso wie der Grantura Mark III – mit einem Differenzialgetriebe von BMC ausgestattet; zum Einsatz kamen Einheiten, die für den Sportwagen MGB konstruiert waren. In der Praxis zeigte sich, dass sie der Leistung der Ford-Windsor-Motoren nicht gewachsen waren. Griffith Motors versuchte zunächst, die Standfestigkeit des Differenzials durch den Einsatz dickflüssigeren Getriebeöls zu erhöhen, erreichte damit aber nicht den gewünschten Erfolg. Eine Reihe von Griffith 200 wurden daraufhin mit Differenzialgetrieben von Salisbury ausgestattet, die für Jaguar bestimmt waren; einige Autos erhielten auch Differenzialgetriebe der Chevrolet Corvette C2. Dafür waren weitere Änderungen am Fahrwerk und am Rahmen nötig.

## Fahrleistungen
Der nur 863 kg schwere Griffith 200 war ein sehr schnelles Auto. In der Basismotorisierung erreichte er eine Höchstgeschwindigkeit von 225 km/h und beschleunigte von 0 auf 60 mph (ca. 97 km/h) in 6,0 Sekunden. Die HiPo-Version kam nach Werksangaben auf eine Höchstgeschwindigkeit von 258 km/h und eine Beschleunigung von 5,0 Sekunden. Der britische Journalist John Bolster erreichte in Großbritannien bei einem Test mit einem Prototyp, der mit einem BorgWarner-Getriebe ausgestattet war, eine Höchstgeschwindigkeit von 263 km/h, empfand den Wagen aber in den höchsten Geschwindigkeitsbereichen als unsicher.

## Produktion und Preise
Die Produktion der für den amerikanischen Markt vorgesehenen Griffith 200 war aufgeteilt. Grantura Engineering baute die Autos, während Griffith Motors in Long Island den Motor und das Getriebe installierte. Grantura Engineering und Griffith Motors produzierten 1963 und 1964 auf diese Weise insgesamt etwa 190 Fahrzeuge für den US-amerikanischen Markt.
Der Verkaufspreis des Griffith 200 lag in den USA mit 3995 US-$ annähernd auf dem Niveau einer Chevrolet Corvette C2. Ein AC Cobra kostete dagegen etwa 6.500 US-$.

## Der Griffith 200 in der Presse
Presseberichte lobten regelmäßig die „atemberaubende Beschleunigung“ des Griffith 200 und hoben hervor, dass beide Versionen zeitgenössische Ferrari in dieser Disziplin deutlich übertrafen. Anderseits bemängelten Kritiker das Fahrverhalten des Autos. Der britische Journalist Mike Lawrence hielt den Griffith 200 für unausgewogen und „fundamental unsicher,“ und für den US-amerikanischen Autor Rich Taylor war er ein Killer Car:

„Zu leicht und filigran, übermotorisiert, mit bösartigem Fahrverhalten … es hat nie ein gefährlicheres Serienauto gegeben.“

John Bolster, der einen TVR Griffith 200 mit Manx-Heck in britischer Ausführung testete, teilte den Eindruck der Unsicherheit:

„Ab 240 km/h fühlt sich zunächst das Auto, daraufhin der Magen des Fahrers etwas instabil an.“

## Der britische TVR Griffith 200

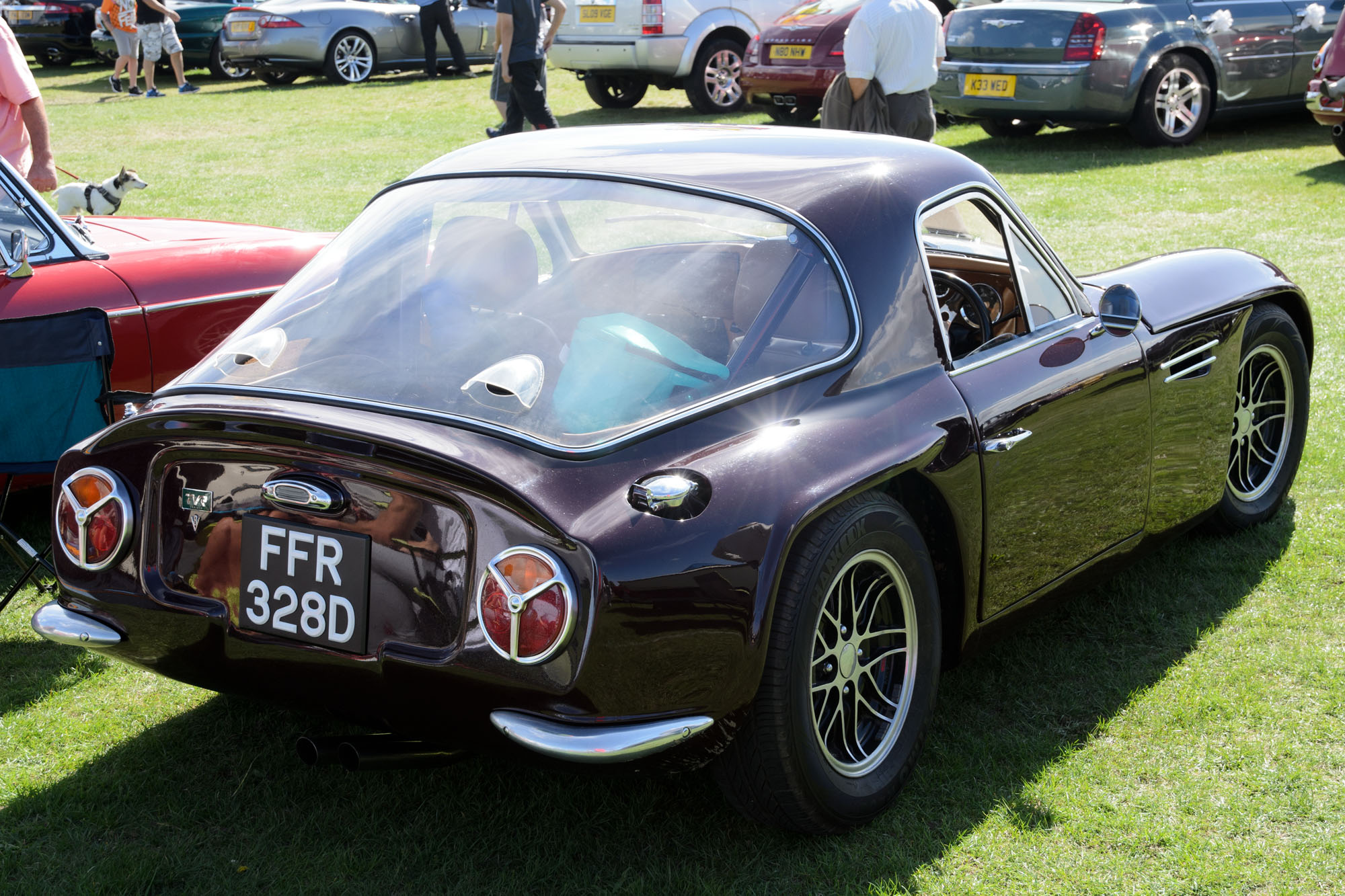
Mit Manx-Heck: britischer TVR Griffith 200, 2. Serie; baugleich mit dem US-amerikanischen Griffith 400

Während Griffith Motors die für Nordamerika bestimmten Sportwagen in den USA komplettierte, stellte Grantura Engineering in Blackpool einige technisch identische Fahrzeuge für den britischen Markt her. Bei ihnen erfolgte der Einbau des Ford-Motors bereits im TVR-Werk. Die britischen Autos wurden als TVR Griffith 200 (mit dem Zusatz TVR) vermarktet. Von dieser Version entstanden nur wenige Exemplare. Eine Quelle spricht von etwa 20 Fahrzeugen. Die ab 1964 in den USA als Griffith 400 vermarktete Variante mit Manx-Heck wurde in Großbritannien weiterhin als TVR Griffith 200 verkauft. Einen britischen TVR Griffith 400 (mit Markenzusatz TVR) gibt es daher nicht.